# Zandkleurige nachtzwaluw
De zandkleurige nachtzwaluw (Chordeiles rupestris) is een vogel uit de familie van de nachtzwaluwen (Caprimulgidae).

## Verspreiding en leefgebied
Deze soort komt voor in Zuid-Amerika en telt twee ondersoorten:
- C. r. rupestris: van zuidoostelijk Colombia tot Venezuela, centraal Brazilië, noordoostelijk Peru en centraal Bolivia.
- C. r. xyostictus: centraal Colombia.